# Xian de Wenquan
Cette page contient des caractères spéciaux ou non latins. S’ils s’affichent mal (▯, ?, etc.), consultez la page d’aide Unicode.
Le xian de Wenquan (chinois : 温泉县 ; pinyin : wēnquán xiàn ; mongol : ??? ; ouïghour : ئارىشاڭ ناھىيىسى / Arişang Nahiyisi) est une sous-division administrative de la préfecture autonome mongole de Börtala, situé en région autonome du Xinjiang en Chine.

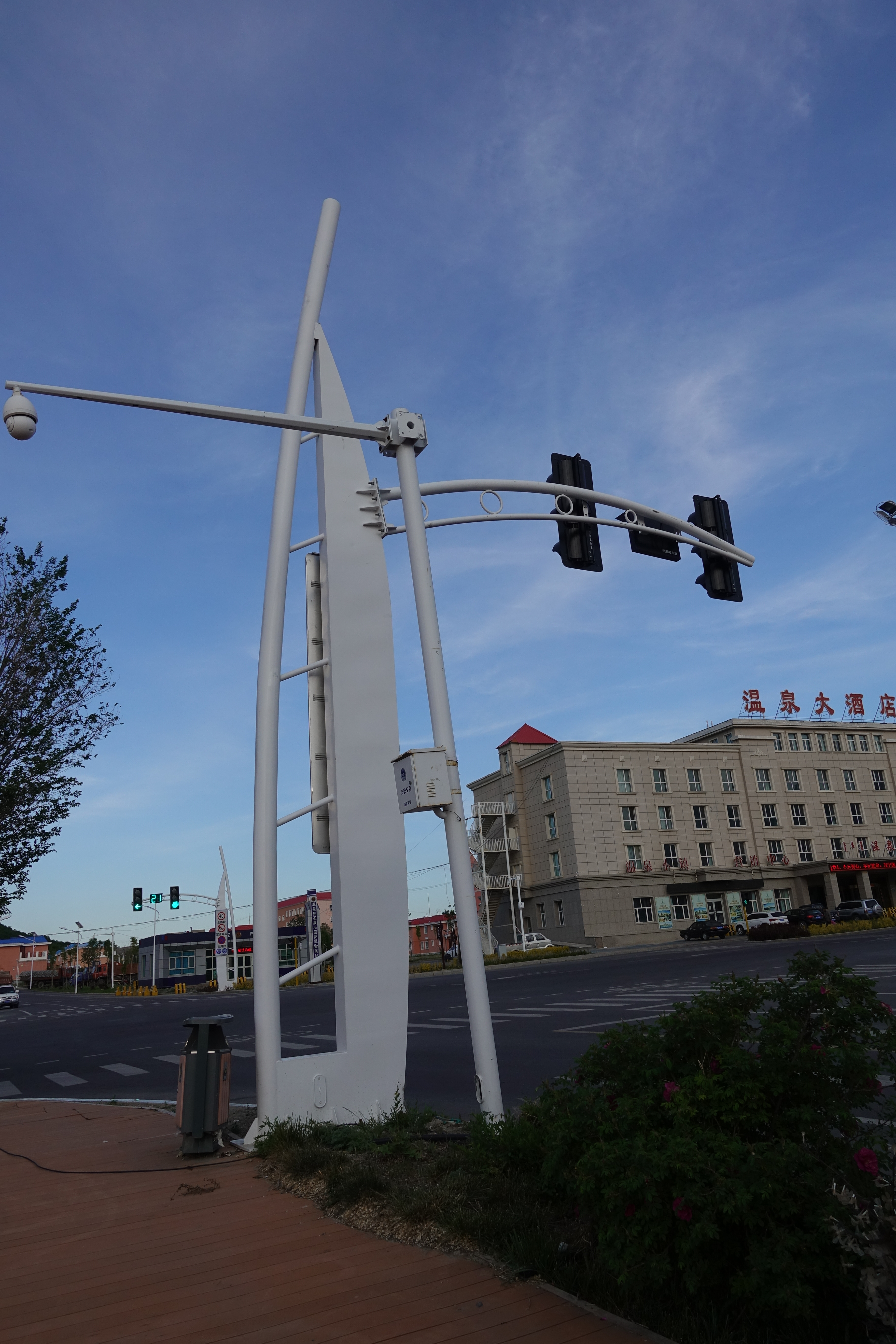

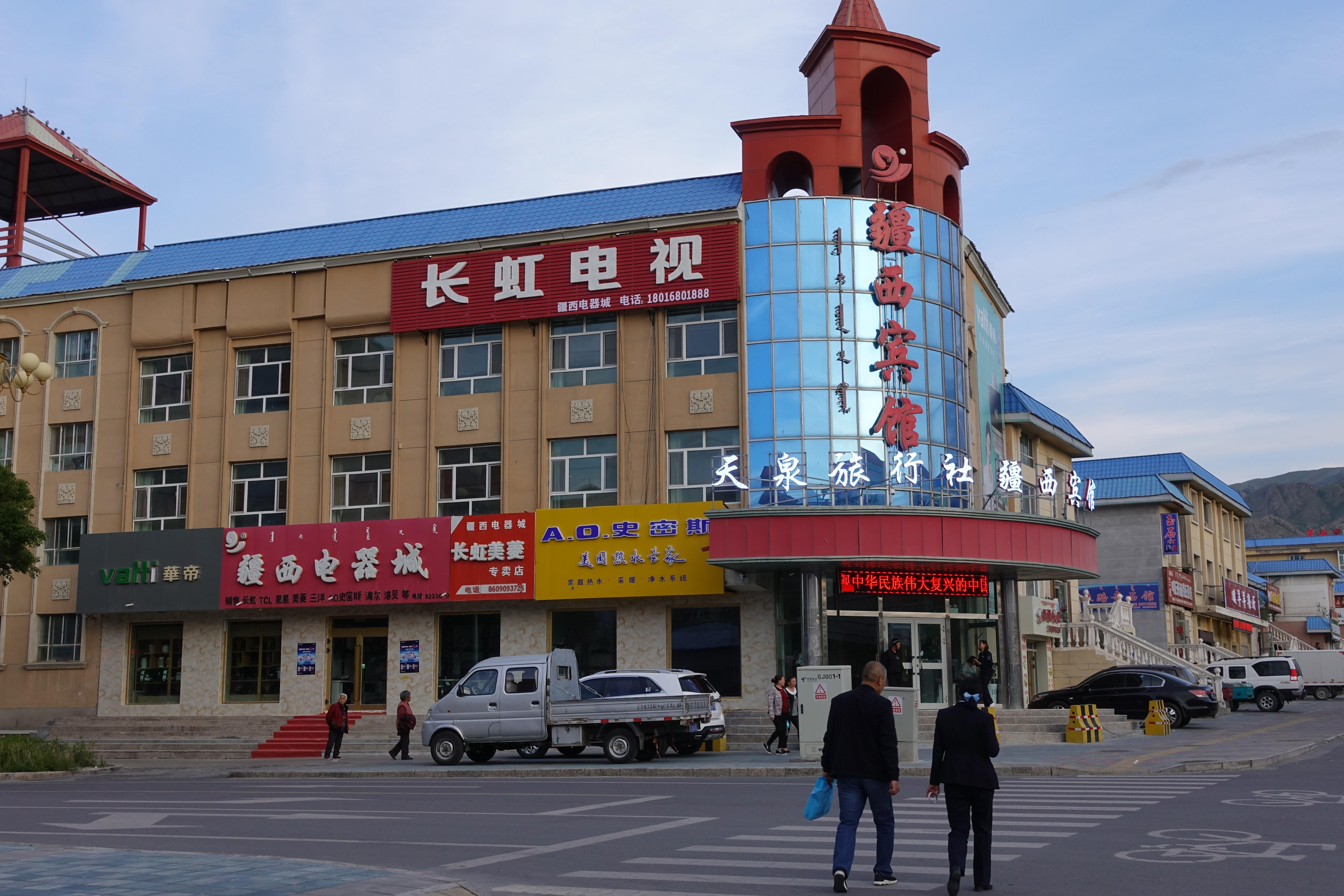

## Démographie
La population du district était de 71 758 habitants en 1999.